# آيت بن إكو (آيت لحسن)
آيت بن إكو هو دُوَّار يقع بجماعة سيدي لامين، إقليم خنيفرة، جهة بني ملال خنيفرة في المملكة المغربية. ينتمي الدوّار لمشيخة آيت لحسن التي تضم 16 دوار. يقدر عدد سكانه بـ 222 نسمة حسب الإحصاء الرسمي للسكان والسكنى لسنة 2004.

## وصلات خارجية
- البوابة الوطنية للجماعات الترابية
- المندوبية السامية للتخطيط